# 챗몬치
챗몬치(チャットモンチー 차토몬치[*], Chatmonchy)는 일본 도쿠시마현 출신의 하시모토 에리코와 후쿠오카 아키코로 구성된 록 밴드이다. 줄여서 차토몬(チャットモ), 차토(チャット)라고도 한다.
2005년, 소니 뮤직 재팬의 큔 레코드와 계약했다. 2018년 마지막 단독 공연을 가진 후 해체했다.

## 구성원
- 하시모토 에리코(橋本絵莉子) - 기타&보컬

1983년 10월 17일 출생
- 후쿠오카 아키코(福岡晃子) - 베이스&코러스

1983년 4월 16일 출생

### 이전 구성원
- 타카하시 쿠미코(高橋久美子) - 드럼, 코러스

1982년 4월 10일 출생
- 나카무라 유미(中村ゆみ) - 베이스
- 이시다 에리나(石田えりな) - 드럼
- 소에카요(そねかよ) - 드럼

## 내력
- 2000년 - 하시모토를 중심으로 결성. 도쿠시마시를 중심으로 활동하였다. 당시에는 보컬, 기타 각각 2명에 베이스, 드럼까지 6인조였다.
- 2002년 - 진로문제로 하시모토를 제외한 멤버가 전원 탈퇴. 그 후, 하시모토가 다니고 있던 고등학교의 동급생이었던 후쿠오카가 졸업 직전인 3월에 가입.
- 2003년 - 남자 드러머가 가입하지만 같은 해 탈퇴. 그 후 하시모토와 후쿠오카로 계속 활동한다.
- 2004년 4월 - 도쿠시마에서 열린 《하나 하루 축제》의 이벤트 중 하나인 〈하나 하루 밴드콘테스트〉에서 그랑프리 수상.
- 2004년 - 이전까지 서포트 멤버였던, 후쿠오카가 다니던 대학의 써클 선배였던 타카하시가, 4월 4일에 정식으로 가입한다. 이때 현재의 멤버가 완성되어 스스로 제작한 미니 앨범 《チャットモンチーになりたい 챠토몬치니 나리타이[*]》(현재 폐반) 발매. 라이브 활동을 하면서, 손수 팔아 고향을 중심으로 1,500장 정도 팔린다.

2005년
- 11월 23일 SUPERCAR의 이시와타리 준지가 프로듀스한 미니 앨범 《chatmonchy has come》발매. (큔 레코드에서 메이저 데뷔)

2006년
- 3월 1일 1번째 싱글 《사랑의 연기》발매. 오리콘 첫등장 34위.
- 6월 7일 2번째 싱글 《연애 스피릿츠》발매. 오리콘 첫등장 26위.
- 3월 4일 1번째 앨범 《귀울림》발매. 오리콘 첫등장 10위.
- 11월 15일 3번째 싱글 《샹그릴라》발매. 오리콘 첫등장 6위.

2007년
- 4월 13일 4번째 싱글 《여자에겐 내일이 없다》발매. 오리콘 첫등장 17위.
- 6월 20일 5번째 싱글 《접영하는 날치/세상이 끝나는 밤에》발매. 오리콘 첫등장 9위.
- 9월 5일 6번째 싱글 《오렌지》발매. 오리콘 첫등장 12위.

2008년
- 1월 31일 - 모교 도쿠시마현립 죠토고등학교 송별회에서 비밀라이브 실시.
- 2월 27일 7번째 싱글 《열려라 비밀의 문》발매. 오리콘 첫등장 11위.
- 3월 31일~4월 1일 - 첫 무도관 단독라이브 《チャットモンチーのすごい2日間in日本武道館》 개최.
- 6월 25일 8번째 싱글 《바람불면 사랑》발매. 오리콘 첫등장 8위.
- 11월 5일 9번째 싱글 《물들어》발매. 오리콘 첫등장 10위.
- 3월 4일 2번째 앨범 《생명력》발매. 오리콘 첫등장 2위.

2009년
- 2월 4일 10번째 싱글 《Last Love Letter》발매.
- 3월 4일 3번째 앨범 《고백》발매. 오리콘 첫등장 1위.

2011년
- 9월 29일 타카하시 쿠미코, 탈퇴.

2018년
- 10월 24일 마지막 단독공연. 해체.

## 음반 목록

### 싱글
|    | 발매일           | 제목 (원제)                                | 제목 (풀이)                         | 최고 순위 |
| -- | ---------------- | ------------------------------------------ | ----------------------------------- | --------- |
| 1  | 2006년 3월 11일  | 恋の煙                                     | 사랑의 연기                         | 34        |
| 2  | 2006년 6월 7일   | 恋愛スピリッツ                             | 연애 스피릿츠                       | 26        |
| 3  | 2006년 11월 15일 | シャングリラ                               | 샹그리라                            | 6         |
| 4  | 2007년 4월 18일  | 女子たちに明日はない                       | 여자에겐 내일이 없다                | 17        |
| 5  | 2007년 6월 20일  | とびうおのばたふらい/ せかいがおわるよるに | 접영하는 날치/ 세상이 끝나는 것처럼 | 9         |
| 6  | 2007년 9월 5일   | 橙                                         | 등나무/오렌지                       | 12        |
| 7  | 2008년 2월 27일  | ヒラヒラヒラク秘密ノ扉                     | 반짝반짝 비밀의 문                  | 11        |
| 8  | 2008년 6월 25일  | 風吹けば恋                                 | 바람 불면 사랑                      | 8         |
| 9  | 2008년 11월 5일  | 染まるよ                                   | 물들이다                            | 10        |
| 10 | 2009년 2월 4일   | Last Love Letter                           |                                     | 7         |

### 앨범
|   | 발매일           | 제목 (원제) | 제목 (풀이) | 최고 순위 | 판매량 인증 |
| - | ---------------- | ----------- | ----------- | --------- | ----------- |
| 1 | 2006년 7월 5일   | 耳鳴り      | 귀울림      | 10        | 골드        |
| 2 | 2007년 10월 24일 | 生命力      | 생명력      | 2         | 골드        |
| 3 | 2009년 3월 4일   | 告白        | 고백        | 2         | 골드        |
| 4 | 2011년 4월 6일   | YOU MORE    |             | 4         |             |

### 미니 음반
- 2005년 11월 23일 《chatmonchy has come》
- 2010년 10월 27일 《Awa Come》

### 커플링집
- 《효조 <couplig Collection>》 (2010년)

### 베스트 음반
- 《챗몬치 Best~2005-2011~》 (2012년)

### DVD
- 2007년 11월 28일 チャットモンチー レストラン 前菜 (챗몬치 레스토랑 전채)
- 2008년 2월 27일 チャットモンチー レストラン スープ (챗몬치 레스토랑 수프)
- 2008년 11월 5일 チャットモンチー レストラン メインディッシュ (챗몬치 레스토랑 메인디쉬)

### 참가 작품
- 오쿠다 다미오 커버스 (2007년 10월 24일)
3. 무스코 (息子)